# Distaplia colligans
Distaplia colligans is een zakpijpensoort uit de familie van de Holozoidae. De wetenschappelijke naam van de soort is voor het eerst geldig gepubliceerd in 1932 door Sluiter.